# Skam Italia
Skam Italia è una serie televisiva italiana distribuita a partire dal 2018, ideata da Ludovico Bessegato per TIMvision e prodotta da Cross Productions, che tratta della vita giornaliera di alcuni studenti di un liceo di Roma, affrontando tematiche sociali tipiche dell'adolescenza. La serie è parte del franchise di Skam, che prese vita dall'omonima versione norvegese nel 2015.

## Produzione
La serie è stata annunciata il 18 ottobre 2017 in contemporanea con gli altri remake di Skam. Successivamente è stato annunciato che le prime versioni ad essere pubblicate sarebbero state quella italiana e quella francese. La prima stagione, che vede alla regia Ludovico Bessegato, è stata infatti distribuita a partire dal 23 marzo 2018 su TIMvision. Il primo trailer è stato distribuito il 10 marzo 2018.
L'11 giugno 2018 viene rinnovata per una seconda stagione e alla regia viene confermato Ludovico Bessegato. Il 3 luglio viene confermato come la versione italiana seguirà un ordine diverso dall'originale norvegese, dal momento che la seconda stagione avrà come protagonista Martino, uno dei migliori amici di Eva.
Il 20 ottobre 2018 viene annunciato l'inizio delle riprese della terza stagione che vedrà come protagonisti Eleonora ed Edoardo: la regia della terza stagione passa da Ludovico Bessegato, che rimane showrunner, a Ludovico Di Martino.
Al contrario delle prime due stagioni, disponibili gratuitamente sul sito di SKAM Italia, la terza stagione viene pubblicata solo sulla piattaforma di streaming on-demand di TIMvision. La quarta stagione viene pubblicata in contemporanea su TIMvision e Netflix.
La serie viene rinnovata per una quarta stagione nell'autunno del 2019. Le riprese della quarta stagione si sono tenute per un periodo di sei settimane nei mesi di novembre e dicembre. Il regista aveva infatti lavorato al copione della stagione già durante la primavera del 2019. La quarta stagione è stata co-prodotta da Netflix, che ha acquisito i diritti per la distribuzione delle prime tre stagioni.
Il 14 giugno 2021 Netflix ha annunciato ufficialmente la produzione della quinta stagione, diretta dal regista Tiziano Russo, distribuita dal 1º settembre 2022.
Il 26 gennaio 2023 Netflix ha annunciato ufficialmente la produzione di una sesta stagione, le cui riprese sono iniziate il 27 febbraio, poi pubblicata dal 18 gennaio 2024.

## Episodi
| Stagione         | Episodi | Pubblicazione |
| ---------------- | ------- | ------------- |
| Prima stagione   | 11      | 2018          |
| Seconda stagione | 10      | 2018          |
| Terza stagione   | 11      | 2019          |
| Quarta stagione  | 10      | 2020          |
| Quinta stagione  | 10      | 2022          |
| Sesta stagione   | 10      | 2024          |

Nelle prime due stagioni gli episodi sono accompagnati da contenuti extra pubblicati quotidianamente sul sito web ufficiale, come delle clip (che compongono un episodio) e alcuni messaggi dal punto di vista del protagonista della stagione.
Con l'annuncio della terza stagione, il sito viene eliminato.
A partire dalla terza stagione le clip sono state pubblicate solamente su TIMvision, mentre le chat sulla pagina Instagram ufficiale della serie.
Nella quarta stagione non ci sono più le clip giornaliere e i contenuti extra quotidiani, dal momento che tutti i 10 episodi sono stati pubblicati il 15 maggio 2020, durante l'emergenza COVID-19, che non rifletterebbe il realismo degli eventi narrati.
Anche per la quinta stagione la serie viene pubblicata interamente il 1º settembre 2022 e le clip presentano solo giorno della settimana e ora senza però indicare il mese in cui si ambientano le vicende narrate, presumibilmente nell’autunno del 2020. 
Questa impostazione prosegue anche nella sesta stagione, ambientata di seguito alla quinta: narra avvenimenti della seconda metà dell’anno scolastico iniziato nella quinta stagione, ossia tra la primavera e l’inizio dell’estate 2021.

## Distribuzione
Le prime quattro stagioni sono disponibili su TIMvision e, a partire dal 1º gennaio 2020, anche su Netflix. Il 14 giugno 2021 la serie viene rinnovata per una quinta stagione le cui riprese prendono il via il 24 novembre seguente e terminano il 29 gennaio 2022. La quinta stagione viene rilasciata su Netflix il 1º settembre 2022 per un totale di 10 episodi. Il 26 gennaio 2023 Netflix fa sapere che è in produzione la sesta stagione,  che debutta il 18 gennaio 2024.
Rai ha acquisito e distribuito tutte le sei stagioni della serie, a partire dal 6 giugno 2025 in seconda serata su Rai2. A causa dei bassi ascolti, è stata poi spostata su Rai4 a partire dal 14 luglio 2025 nella fascia oraria del primo pomeriggio. 

## Trama
Un gruppo di amici dell'istituto di istruzione superiore J. F. Kennedy di Roma è al centro della trama. Le prime cinque stagioni raccontano le vicende del gruppo dal terzo anno di scuola superiore all’inizio dell’Università. Il ruolo del protagonista viene attribuito di stagione in stagione ad un personaggio diverso. Nella quinta stagione entra in scena un secondo gruppo di amici, che hanno due anni in meno rispetto ai componenti del primo gruppo. Nella sesta stagione, il secondo gruppo diventa centrale nella trama, e i componenti del primo gruppo fanno solo un cameo. Solamente il personaggio di Elia rimane stabilmente presente, poiché è l'unico ad essere un componente di entrambi i gruppi di amici.
Prima stagione
La protagonista è Eva, fondatrice del gruppo di amiche composto da Eleonora, Sana, Silvia e Federica. La sua relazione (altalenante) con Giovanni, caratterizzata da dinamiche più complesse di quanto sembri, è al centro della stagione, che si conclude con la rottura fra i due.
Seconda stagione
Il protagonista è Martino, che fa coming-out e si innamora di Niccolò, impegnato in una relazione eterosessuale e affetto da disturbo borderline della personalità. Martino deve anche confrontarsi con una situazione familiare drammatica. Alla fine della stagione, anche grazie al supporto dei suoi amici (Giovanni, Elia e Luca), Martino inizia una relazione con Niccolò.
Terza stagione
La protagonista è Eleonora, in un rapporto tormentato con Edoardo, che ha avuto un flirt con la sua amica Silvia. Eleonora, segnata dalla quasi totale assenza dei genitori, scoprirà che anche Edoardo ha un trascorso difficile, e quel che potrebbe separarli, invece, li unirà definitivamente. Contemporaneamente dovrà fare i conti con un episodio di revenge porn nei suoi confronti, che riuscirà a denunciare e superare grazie alle sue amiche (Eva, Federica, Silvia e Sana), a suo fratello Filippo e alla relazione con Edoardo.
Quarta stagione
La protagonista è Sana, divisa fra la religione islamica, che le impone di sposare un altro musulmano, e l'amore per Malik, che non pratica più l'Islam. Nel percorso che accompagna lei e tutti i suoi amici verso "la maturità", sia scolastica che personale, Sana vive una crisi interiore da cui uscirà migliorata, lasciandosi andare all'amore, ma senza rinunciare alla sua religione.
L’ultimo episodio della stagione non racconta le vicende dal punto di vista di Sana, ma degli altri personaggi principali che non sono stati protagonisti di stagioni precedenti (Luca, Silvia, Giovanni, Federica, Filippo, Niccoló ed Elia).
Quinta stagione
Il protagonista è Elia, soggetto a micropenia. La trama è incentrata principalmente sulle gravi insicurezze causate da questo problema al giovane studente romano. Elia, che sta ripetendo il quinto anno poiché bocciato alla maturità, riuscirà a parlarne sia con i suoi amici (Martino, Niccolò, Giovanni e Luca) che con le sue amiche (Eva, Federica, Silvia e Sana), anche grazie al supporto di Viola, una ragazza di quarta che lo accetterà nonostante questa sua problematica e con cui intraprenderà una storia alla fine della stagione.
Sesta stagione
La protagonista è Asia, una delle componenti del gruppo formato anche da Viola, Fiorella e Rebecca, che deve affrontare una lotta personale contro un disturbo alimentare, ovvero l’anoressia nervosa, che, fra alti e bassi, riuscirà ad affrontare e inizierà una cura per combatterla. Oltre al sostegno del suo gruppo di amiche, troverà un appoggio anche in Giulio, un nuovo ragazzo del liceo con un passato difficile e controverso, con cui, alla fine della stagione, inizierà una storia.
Come avviene alla fine della quarta stagione, l’ultimo episodio, oltre a raccontare sempre le vicende dal punto di vista di Asia, ha delle clip dove vengono raccontate dal punto di vista di altri personaggi principali che non sono stati protagonisti di stagioni precedenti (Viola, Fiorella, Rebecca, Giulio e Munny).

## Tabella dei personaggi
Ogni stagione è incentrata su un personaggio specifico: la prima su Eva Brighi (personaggio corrispettivo di Eva Mohn), la seconda su Martino Rametta (corrispettivo di Isak Valtersen), la terza su Eleonora Sava (corrispettiva di Noora Saetre), la quarta su Sana Allagui (corrispettiva di Sana Bakkoush), la quinta su Elia Santini (corrispettivo di Mahdi Disi), e la sesta su Asia Giovannelli (personaggio non presente nella serie originale). Nella serie originale, però, la seconda stagione e la terza stagione sono invertite: Noora è infatti la protagonista della seconda stagione e Isak della terza. Ogni stagione ha anche un corrispettivo co-protagonista: nella prima Giovanni Garau (corrispettivo di Jonas Vasquez), nella seconda Niccolò Fares (corrispettivo di Even Naeshim), nella terza Edoardo Incanti (corrispettivo di William Magnusson), nella quarta Malik Doueiri (corrispettivo di Yousef Acar), nella quinta Viola Loiero (personaggio non presente nella serie originale) e nella sesta Giulio Telesca (personaggio non presente nella serie originale).
| Attore               | Personaggio        | Prima stagione (2018) | Seconda stagione (2018) | Terza stagione (2019) | Quarta stagione (2020) | Quinta stagione (2022) | Sesta stagione (2024) |
| -------------------- | ------------------ | --------------------- | ----------------------- | --------------------- | ---------------------- | ---------------------- | --------------------- |
| Ludovica Martino     | Eva Brighi         | Protagonista          | Ricorrente              | Principale            | Principale             | Ricorrente             | Guest                 |
| Federico Cesari      | Martino Rametta    | Principale            | Protagonista            | Ricorrente            | Principale             | Principale             | Guest                 |
| Benedetta Gargari    | Eleonora Sava      | Principale            | Guest                   | Protagonista          | Guest                  | Assente                | Assente               |
| Beatrice Bruschi     | Sana Allagui       | Principale            | Ricorrente              | Principale            | Protagonista           | Ricorrente             | Guest                 |
| Francesco Centorame  | Elia Santini       | Ricorrente            | Principale              | Ricorrente            | Ricorrente             | Protagonista           | Principale            |
| Nicole Rossi         | Asia Giovannelli   | Assente               | Assente                 | Assente               | Assente                | Principale             | Protagonista          |
| Ludovico Tersigni    | Giovanni Garau     | Co-protagonista       | Principale              | Ricorrente            | Ricorrente             | Principale             | Assente               |
| Rocco Fasano         | Niccolò Fares      | Assente               | Co-protagonista         | Ricorrente            | Principale             | Principale             | Guest                 |
| Giancarlo Commare    | Edoardo Incanti    | Ricorrente            | Guest                   | Co-protagonista       | Guest                  | Guest                  | Assente               |
| Mehdi Meskar         | Malik Doueiri      | Assente               | Assente                 | Assente               | Co-protagonista        | Guest                  | Assente               |
| Lea Gavino           | Viola Loiero       | Assente               | Assente                 | Assente               | Assente                | Co-protagonista        | Principale            |
| Andrea Palma         | Giulio Telesca     | Assente               | Assente                 | Assente               | Assente                | Assente                | Co-protagonista       |
| Greta Ragusa         | Silvia Mirabella   | Principale            | Ricorrente              | Principale            | Principale             | Ricorrente             | Ricorrente            |
| Martina Lelio        | Federica Cacciotti | Principale            | Ricorrente              | Principale            | Principale             | Ricorrente             | Guest                 |
| Antonia Fotaras      | Laura Pandakovic   | Principale            | Guest                   | Ricorrente            | Ricorrente             | Assente                | Assente               |
| Nicholas Zerbini     | Luca Colosio       | Assente               | Principale              | Ricorrente            | Ricorrente             | Principale             | Ricorrente            |
| Pietro Turano        | Filippo Sava       | Assente               | Principale              | Principale            | Ricorrente             | Principale             | Guest                 |
| Martina Gatti        | Emma Covitti       | Assente               | Principale              | Guest                 | Ricorrente             | Guest                  | Assente               |
| Ibrahim Keshk        | Rami Allagui       | Assente               | Assente                 | Assente               | Principale             | Guest                  | Assente               |
| Benedetta Santibelli | Fiorella Capuano   | Assente               | Assente                 | Assente               | Assente                | Ricorrente             | Principale            |
| Camilla Brandenburg  | Rebecca Viviani    | Assente               | Assente                 | Assente               | Assente                | Ricorrente             | Principale            |
| Cosimo Longo         | Jorge              | Assente               | Assente                 | Assente               | Assente                | Ricorrente             | Principale            |
| Yothin Clavenzani    | Munny              | Assente               | Assente                 | Assente               | Assente                | Ricorrente             | Principale            |
| Leo Rivosecchi       | Beniamino          | Assente               | Assente                 | Assente               | Assente                | Assente                | Principale            |
| Luca Grispini        | Federico Canegallo | Ricorrente            | Guest                   | Guest                 | Ricorrente             | Guest                  | Assente               |
| Andrea Luna Posocco  | Sara               | Ricorrente            | Guest                   | Guest                 | Ricorrente             | Assente                | Assente               |
| Lorenzo Vigevano     | Chicco Rodi        | Ricorrente            | Guest                   | Guest                 | Ricorrente             | Guest                  | Guest                 |

## Personaggi e interpreti

### Protagonisti

#### Eva Brighi
(stagioni 1-6, protagonista stagione 1) interpretata da Ludovica Martino.
Eva è la una studentessa del Liceo J.F. Kennedy di Roma, trasferitasi dalla succursale alla sede centrale. Timida e un po’ insicura, all'inizio della narrazione della serie non ha nessuna amica con cui uscire, e le uniche persone con cui socializza sono il fidanzato Giovanni e il suo migliore amico Martino. Nel corso della prima stagione Eva vive un percorso travagliato fatto di gelosie, dubbi, incertezze e sensi di colpa, ma scopre anche la vera amicizia, concretizzata nel gruppo di amiche che si forma durante la prima stagione. Il gruppo è composto da Eleonora, Silvia, Federica e Sana. Le sue esperienze la faranno maturare e le permetteranno di prendere importanti decisioni fondamentali per la sua crescita personale. Alla fine della prima stagione Eva deciderà di lasciare Giovanni, per poi avere una relazione saltuaria poi stabile con Federico Canegallo per le successive tre stagioni, ritornando però, dopo due anni, con Giovanni, alla fine della quarta stagione.

#### Martino Rametta
(stagioni 1-6, protagonista stagione 2), interpretato da Federico Cesari.
Martino è apparentemente un ragazzo estroverso e spensierato, così come i suoi amici Giovanni, Elia e Luca, detto Luchino. Dietro la sua facciata spiritosa e vivace però si celano i timori per la scoperta della sua sessualità: non prova infatti alcun interesse per le ragazze ed è segretamente innamorato di Giovanni, cosa che cerca inizialmente di nascondere fingendo invece una cotta per Eva, sua migliore amica. Sarà lui, infatti, a riferire a Giovanni del tradimento di Eva con Federico, scoperto dopo una confessione fattagli dall'amica. Durante la seconda stagione la sua vita verrà segnata dalle difficoltà per la consapevolezza e l’accettazione di sé stesso, dal dolore per la sua complicata situazione famigliare ma anche dall’incontro con Niccolò, ragazzo poco più grande di lui che gli farà scoprire il valore e il significato dell’amore nonostante i problemi che decideranno poi di affrontare insieme, un passo alla volta, innamorandosi. Infatti, durante la quarta stagione saranno centrali la gelosia e il forte istinto di protezione di Martino verso Niccolò e viceversa, che li porterà alla fine della stagione a rafforzare ancora di più la loro relazione.

#### Eleonora Sava
(stagioni 1-4, protagonista stagione 3), interpretata da Benedetta Gargari.
Bella e spigliata, Eleonora è parte del gruppo di amiche formato anche da Eva, Silvia, Sana e Federica: è di grande supporto per loro, sempre pronta a sostenerle ed appoggiarle. Trasferitasi al Kennedy da un altro liceo a metà del terzo anno, appare come una ragazza sicura di sé, intelligente e molto matura. Nel privato è in realtà una persona molto fragile, riservata e chiusa, anche per via delle sue esperienze: vive infatti praticamente sola insieme al fratello maggiore Filippo a causa di una quasi totale assenza dei genitori nelle loro vite, e il suo passato alla vecchia scuola le impedisce di concedere piena fiducia agli altri. Fin dall’inizio della serie conosce Edoardo, il ragazzo più popolare del Kennedy che affronta in difesa di Silvia portandolo istantaneamente ad interessarsi a lei. Sebbene si dimostri totalmente immune ai suoi continui tentativi di conquistarla, Eleonora è in realtà attratta da lui al punto da arrivare a ricambiarne i sentimenti, innamorandosene. Tra i due inizia una relazione, per i primi tempi tenuta segreta, durante la terza stagione: questo la porta a vivere anche alcune difficili situazioni, come la molestia sessuale sotto forma di revenge porn da parte di Andrea, fratello maggiore del ragazzo. Eleonora decide di andare con il ragazzo negli Stati Uniti, dove frequenta l’ultimo anno di liceo, ritornando poi alla fine della quarta stagione dai suoi amici, insieme ad Edoardo. Nella quinta stagione Edoardo ed Eleonora stanno ancora insieme.

#### Sana Allagui
(stagioni 1-6, protagonista stagione 4) interpretata da Beatrice Bruschi.
Diretta, schietta e senza peli sulla lingua, Sana è una ragazza italo-tunisina, anche lei parte del gruppo di amiche, di cui è la "mente" principale. Musulmana praticante (e per questo giudicata, schernita e velatamente discriminata da diverse persone nel contesto scolastico), vive la fede con serietà e devozione ma senza rinunciare, nei suoi limiti, allo svago e al divertimento. Molto intelligente,  ed ironica, è apparentemente fredda, un po' cinica, forse brusca e poco affettuosa, ma nasconde un lato dolce e comprensivo che fa di lei un'ottima amica capace di dare preziosi consigli. Nella quarta stagione si innamora di Malik, il migliore amico del fratello Rami, ma dopo aver scoperto che il ragazzo ha smesso di praticare la fede musulmana tenterà in tutti i modi di reprimere i sentimenti che prova per lui, tuttavia senza successo e finendo per accettarli. Nel mentre affronterà un difficile periodo di grande frustrazione, dovuta al suo sentirsi totalmente incompresa dalla società che la circonda e dai suoi stessi amici: questo la porterà anche a compiere azioni inaspettate. Durante la stagione Sana si allontana dalle sue amiche, in particolar modo da Eva, con cui ha un forte screzio, ma, grazie anche all’aiuto di Martino e Niccolò riuscirà a riacquistare fiducia in sé stessa e la fiducia delle amiche, con cui si chiarirà alla fine della stagione. Dichiaratasi a Malik, capisce che il sentimento era reciproco e inizierà una relazione con il ragazzo.

#### Elia Santini
(stagioni 1-6, protagonista stagione 5), interpretato da Francesco Centorame.
Amico di Martino, Giovanni e Luchino. Sempre ironico e con la battuta pronta, Elia è la personalità più istintiva e meno razionale del gruppo. Ha un rapporto fortissimo con i suoi amici, in particolare con Giovanni con il quale si intende al solo sguardo e formerà una band. Nella quarta stagione fa finta di essere innamorato di Sana, poiché sa di non poter essere ricambiato, ma nell'ultimo episodio si intende qualcosa con Emma. Alla fine della stagione va a vivere da Filippo a causa dei problemi di famiglia col padre.
Nella quinta stagione, viene rivelato il suo problema che lo fa soffrire psicologicamente: l'ipoplasia peniena. È un grave ostacolo nella relazione con Viola.

#### Asia Giovannelli
(stagioni 5-6, protagonista stagione 6), interpretata da Nicole Rossi.
Fa parte del collettivo Rebelde insieme alle amiche Viola, Rebecca e Fiorella. All'inizio della sesta stagione, ha una relazione con Beniamino, resa complicata dalla distanza, e successivamente si avvicinerà a Giulio. 

### Co-protagonisti

#### Giovanni Garau
(stagioni 1-5, co-protagonista stagione 1) interpretato da Ludovico Tersigni.
Migliore amico di Martino e nella prima stagione fidanzato di Eva, Giovanni è un ragazzo vivace e simpatico, molto legato ai suoi amici, che possono sempre contare su di lui. La sua relazione con Eva finisce di comune accordo al termine della prima stagione, per via di alcune incomprensioni ed errori commessi da entrambi. Sarà il primo del gruppo di amici con cui Martino farà coming-out, accettandolo immediatamente e da quel momento sviluppando un fortissimo istinto di protezione nei suoi confronti, che si manifesterà in più occasioni nelle stagioni successive. Al termine della seconda stagione comincia una relazione con Sofia (conosciuta come "l'Argentina"), una bellissima ragazza di origini argentine da poco arrivata al Kennedy e già desiderata da molti ragazzi. Il rapporto tra i due procede fino alla fine della quarta stagione, quando Giovanni, sentitosi trascurato dalla ragazza che ha come priorità la pallavolo, interrompe la loro storia e si riavvicina ad Eva, la quale non ha mai smesso di pensarlo, nonostante fosse impegnata in una relazione un po' instabile con Federico Canegallo, migliore amico di Edoardo.

#### Niccolò Fares
(stagioni 2-6, co-protagonista stagione 2), interpretato da Rocco Fasano.
Due anni più grande degli altri ma ancora al liceo per via di una bocciatura, Niccolò è un ragazzo del quinto anno trasferitosi al Kennedy a seguito di uno spiacevole episodio avvenuto ai tempi della vecchia scuola. Soffre di disturbo borderline di personalità; a causa della sua malattia si sente sempre tremendamente solo e per questo si vede costretto a rimanere insieme a Maddalena, la sua fidanzata storica che non ama più, ma che è l'unica a conoscenza della sua condizione. Dopo aver incontrato Martino se ne innamora perdutamente e lo conquista al primo istante, tanto da decidere di lasciare definitivamente la ragazza per stare con lui. Nella quarta stagione viene svelato ciò che ha portato Niccolò ad abbandonare la scuola che frequentava precedentemente: il ragazzo, infatti, aveva intrapreso una storia con Luai, grande amico di Rami (il fratello di Sana) di religione musulmana, il quale non è stato accettato dai genitori per via della sua sessualità e di conseguenza cacciato di casa. Niccolò porta ancora sulle spalle il peso e il senso di colpa per quello che è successo al ragazzo. Infatti durante la quarta stagione saranno centrali la gelosia e il forte istinto di protezione di Martino verso Niccolò e viceversa, che li porterà alla fine a rafforzare ancora di più la loro relazione.

#### Edoardo Incanti
(stagioni 1-5, co-protagonista stagione 3) interpretato da Giancarlo Commare.
Considerato da tutti il più bello e popolare della scuola, Edoardo è noto per essere un playboy. Oggetto principale delle attenzioni di Silvia, va a letto con lei per poi umiliarla davanti ai suoi amici, scusandosi però del suo comportamento in seguito. Edoardo inizia a provare interesse per Eleonora, l'unica ragazza ad averlo affrontato e lasciato senza parole, finendo per innamorarsene ed esprimendo spudoratamente la sua voglia di conoscerla, che aumenterà sempre di più nonostante i continui rifiuti di lei. Dopo circa un anno dal loro primo incontro/scontro il ragazzo riuscirà finalmente a conquistare il suo cuore e la sua fiducia, intraprendendo con lei una relazione, non senza intoppi, durante la terza stagione.

#### Malik Doueiri
(stagioni 4-5, co-protagonista stagione 4) interpretato da Mehdi Meskar.
Interesse amoroso di Sana, è uno studente di agraria e il migliore amico di suo fratello Rami, con il quale forma un affiatato gruppo insieme a Luai e Driss. Nonostante non creda più da tempo nella religione musulmana, mantiene comunque un comportamento morigerato e rispettoso. Il motivo del suo allontanamento dall'islam verrà spiegato nel corso della quarta stagione. Fin dall'inizio ricambierà i sentimenti che Sana prova per lui: per via di un fraintendimento però quest'ultima lo scoprirà soltanto a fine stagione, poco prima della partenza del ragazzo per la Francia, dove si tratterrà per metà estate.

#### Viola Loiero
(stagioni 5-6, co-protagonista stagione 5), interpretata da Lea Gavino. Viola è una compagna di lista di Asia, Fiorella, Rebecca ed Elia. Quest'ultimo si innamora di lei. Viola è intenzionata a stare insieme ad Elia, ma sospetta che lui sia omosessuale e voglia usarla solamente come fidanzata di copertura per fare finta di essere eterosessuale. Precedentemente ai fatti della quinta stagione, Viola aveva subito molestie sessuali dal professor Spera, lo psicologo della scuola. Quando trova il coraggio di raccontare la sua esperienza, anche Fede rivela di essere stata manipolata e molestata da Spera, e le due decidono insieme di denunciarlo. Lei ed Elia si conoscevano fin da piccoli perché hanno frequentato un campo estivo insieme. Tuttavia, quando Elia la tratta bruscamente, lei sembra intenzionata a chiudere definitivamente con lui.

#### Giulio Telesca
(stagione 6, co-protagonista stagione 6), interpretato da Andrea Palma.

### Personaggi secondari - studenti

#### Silvia Mirabella
(stagioni 1-6), interpretata da Greta Ragusa.
Quarta componente del gruppo di amiche e vero e proprio "collante" di quest'ultimo, Silvia è una ragazza spumeggiante, propositiva e con una grande attenzione allo stile e alla vita sociale. Inizialmente un po' immatura e superficiale, durante le stagioni vive un importante percorso di crescita segnato anche da varie difficoltà, quali l'umiliazione e il principio di un disturbo alimentare.

#### Federica Cacciotti
(stagioni 1-6)  interpretata da Martina Lelio.
Quinta componente del gruppo di amiche, Federica è una ragazza allegra, solare e dalla spiccata ironia e simpatia che fanno di lei l'anima comica della compagnia. Sempre positiva e sorridente, il suo carattere la porta a non prendersi troppo sul serio e a sdrammatizzare diverse situazioni. È l'unico personaggio femminile della serie ad essere in forte sovrappeso. Per questo motivo, è soprannominata Federicona dai personaggi maschili, ma nella quinta stagione mostra insofferenza verso questo nomignolo. Nella quarta stagione, si scopre che fu proprio Federica a fomentare gli atti di cyberbullismo contro Sana, e ad affibbiarle l'appellativo di Sana bin Laden, ma se ne era pentita quando aveva socializzato con lei durante un'attività scolastica, rendendosi conto che Sana non meritava di subire ciò che aveva subìto. Inoltre è una ragazza dalla cotta facile.

#### Luca Colosio
(stagioni 2-6) interpretato da Nicholas Zerbini.
Soprannominato Luchino, è un amico di Martino, Giovanni ed Elia, aggiuntosi al gruppo nel lasso di tempo tra la prima e la seconda stagione. Simpatico ed un po' ingenuo, è sempre la vittima preferita degli scherzi degli altri tre, anche se comunque gli vogliono molto bene. Nella terza stagione si innamora di Silvia, una relazione complicata che si risolverà con l'ufficializzazione della loro storia. Nell'ultimo episodio della quarta stagione si scopre essere bravo a disegnare, cosa che la stessa Silvia lo spronerà a portare avanti.

#### Filippo Sava
(stagioni 2-6) interpretato da Pietro Turano.
Fratello ventiduenne di Eleonora, Filippo è uno studente universitario e un ragazzo dichiaratamente gay, solare e spigliato. Molto legato alla sorella che lo considera quanto di più vicino a una figura genitoriale lei abbia mai avuto, sarà fondamentale anche per Martino, aiutandolo a comprendere ed accettare la sua sessualità senza pregiudizi, e Sana, a cui offrirà i suoi consigli e un tetto dove rifugiarsi quando lei entra in crisi. Alla fine della quarta stagione si vede Filippo offrire un posto dove vivere ad Elia. Cambia spesso colore dei capelli, passando dal biondo platino al castano e al rosa.

#### Laura Pandakovic
(stagioni 1-4), interpretata da Antonia Fotaras.
Ex migliore amica di Eva e ex ragazza di Giovanni. Tradita da entrambi (rispettivamente in amicizia e in amore, in quanto i due avevano iniziato una relazione di nascosto alle sue spalle) nel periodo che precede l'inizio della serie, serba molto rancore nei confronti di Eva per quanto accaduto e per questo non esita ad insultarla e a trattarla con sufficienza. Alla fine della prima stagione la perdona e si riconcilia con lei, mettendo da parte il passato. A partire dalla quarta stagione fa parte delle UFB, gruppo di amiche formato da Sara, Carlotta, Emma e Laura stessa.

#### Federico Canegallo
(stagioni 1-4), interpretato da Luca Grispini.
È il migliore amico di Edoardo, al quale è legato da un rapporto fraterno. Come lui ha la fama del playboy, nonostante nella prima stagione sia coinvolto in una relazione. Si interesserà particolarmente ad Eva, arrivando anche a baciarla, per poi intraprendere nella seconda stagione un rapporto occasionale con lei. 

#### Emma Covitti
(stagioni 2-5), interpretata da Martina Gatti
Introdotta nella seconda stagione, Emma è una studentessa del Kennedy. Si prende una cotta per Martino dopo averlo conosciuto ad una festa, iniziando con lui una brevissima e blanda frequentazione: sentendosi usata dal ragazzo dopo aver scoperto della sua relazione con Niccolò, diffonderà la voce sul rapporto tra i due e lascerà che si sparga per la scuola commettendo di fatto un episodio di outing. Si chiarirà con Martino a fine stagione, dichiarandosi disposta a perdonarlo. Fa parte delle UFB. Durante la quinta stagione si scopre aver avuto una breve frequentazione con Elia, troncata dallo stesso.

#### Fiorella Capuano
(stagioni 5-6), interpretata da Benedetta Santibelli

#### Rebecca Viviani
(stagioni 5-6), interpretata da Camilla Brandenburg

#### Jorge
(stagioni 5-6), interpretato da Cosimo Longo.

#### Munny
(stagioni 5-6), interpretato da Yothin Clavenzani.

#### Beniamino
(stagione 6), interpretato da Leo Rivosecchi.

#### Chicco Rodi
(stagioni 1-6), interpretato da Lorenzo Vigevano.
È uno dei migliori amici di Edoardo, noto a scuola per le sue molteplici bocciature e per le bravate che spesso combina.

#### Sofia "L'Argentina"
(stagioni 2-4), interpretata da Julia Wujkowska.
Soprannominata così per via delle sue origini, è una delle ragazze più belle della scuola, cosa che la porta ad attirare su di sé le attenzioni della maggior parte dei ragazzi. Gioca a pallavolo, attività che le occupa la maggior parte del tempo libero. Nella terza stagione si fidanza con Giovanni, ma sarà tradita da quest'ultimo con Eva alla fine della quarta stagione.

#### Carlotta
(stagione 4), interpretata da Alice Luvisoni.
Originaria di Milano, è una nuova studentessa del quinto anno al liceo Kennedy. Altezzosa, supponente e arrogante forma un gruppo soprannominato "UFB" da Sana e le ragazze, insieme ad Emma, Laura e Sara.

#### Olly
(stagione 6), interpretata da Federica Lucaferri.
È una delle ragazze più popolari della scuola alla quale è costretta ad avvicinarsi Asia per ottenere più visibilità e consenso.

### Personaggi secondari - non studenti

#### Ginecologa
(ricorrente stagione 1), interpretata da Bianca Nappi.
È la ginecologa del consultorio dove Silvia si reca due volte durante la prima stagione, accompagnata dalle altre componenti del suo gruppo di amiche. Ironica e simpatica, è allo stesso tempo molto schietta e diretta per ciò che riguarda il suo lavoro. Ha una visione della vita di tipo libertario e progressista, e lo dimostra quando le dicono che Silvia ha deciso di perdere la verginità a sedici anni.

#### Madre di Martino
(ricorrente stagione 2), interpretata da Barbara Folchitto.
È una donna dolcissima che ama il figlio incondizionatamente, purtroppo colpita da una forte depressione. È separata dal marito, che l'ha lasciata (probabilmente proprio a causa della malattia) per un'altra donna.

#### Dottor Roberto Spera
(ricorrente stagioni 2 e 4), interpretato da Massimo Reale. 
È lo psicologo affiliato alla scuola. Simpatico, diretto e dai metodi originali, tiene sedute su chiamata in una vecchia aula in disuso: Martino si rivolgerà a lui più volte (la prima da solo, la seconda accompagnato dagli amici, così come la terza a cui però si aggiungerà anche Sana) per risolvere alcuni dubbi e problemi durante la seconda e quarta stagione.
Durante la quinta stagione verrà sostituito dal Dottor Deiana. Non appare nella quinta stagione, però Elia e i suoi amici lo contattano tramite il telefono per chiedergli ancora dei consigli. Tuttavia, vengono a sapere che usava il suo ruolo per manipolare e avere rapporti sessuali con diverse studentesse, tra cui Viola e Federica.

#### Professor Boccia
(ricorrente stagione 2, guest stagione 5), interpretato da Christian Ginepro.
È un professore di educazione fisica del liceo Kennedy che insegna alla classe di Martino, Elia, Giovanni ed Eva. Dichiaratamente gay, ha un ottimo rapporto con i suoi studenti, anche se spesso li rimprovera per il loro poco impegno durante le sue lezioni.

#### Madre di Eleonora e Filippo
(ricorrente stagione 3), interpretata da Lavinia Biagi.
È una docente universitaria. Il lavoro la porta a vivere per la maggior parte del tempo a Padova, lontana dai figli, e ad avere con loro un rapporto piuttosto freddo. Tuttavia, in seguito le cose cambiano e cerca di instaurare un legame più solido con loro.

#### Rami Allagui
(principale stagione 4, ricorrente stagione 5), interpretato da Ibrahim Keshk.
Fratello maggiore di Sana, grande amico di Malik, Luai e Driss. Nonostante sia il più grande tra i due è lui a ricorrere nella gran parte dei casi all'aiuto della sorella, per la quale, al di là delle differenze caratteriali, nutre un profondo affetto. Dalla spiccata simpatia e talvolta infantile, si differenzia dal resto della sua famiglia in quanto, così come i suoi amici, non pratica con regolarità e rigore la sua fede. Si fidanzerà ufficialmente con una ragazza musulmana durante la quinta stagione.

#### Madre di Sana e Rami
(ricorrente stagione 4), interpretata da Leila Rusciani.
Abruzzese di origini tunisine, è una donna molto credente e attenta ai doveri che la fede islamica le impone, mettendola sempre al primo posto rispetto a tutte le altre attività, sia sociali che lavorative. Come la figlia, porta l'hijab nel tipico stile maghrebino, nascondendo completamente i capelli. Sposatasi in giovanissima età, spesso svolge il ruolo di mediatrice tra il marito e i figli quando si tratta di esaudire o prendere in considerazione le richieste di questi ultimi, poiché spesso in contrasto con la fede religiosa professata in famiglia.

#### Padre di Sana e Rami
(ricorrente stagione 4), interpretato da Ahmed Hafiene.
Nato in Tunisia, è un medico dell'ospedale, ed è molto protettivo con la sua famiglia, soprattutto nei confronti della figlia minore. Conta molto sulla moglie quando fatica a capire i problemi dei figli, i quali spesso si scontrano con la fede islamica che pratica con molto ardore e dedizione.

#### Luai
(ricorrente stagione 4, guest stagione 5), interpretato da Ryan Daroui.
Amico di Rami, Malik e Driss, ai tempi del liceo ebbe una breve storia con Niccolò: quando quest'ultima venne allo scoperto i genitori e la sua comunità religiosa scatenarono un vero e proprio caos che gli portò non pochi problemi. I suoi amici, in particolare Malik, gli furono sempre accanto. Questi ultimi sono inoltre gli unici a conoscere la verità su di lui, ovvero la sua omosessualità e la sua relazione segreta con un altro ragazzo, mantenendo entrambe nascoste per proteggerlo.

#### Driss
(ricorrente stagione 4, guest stagione 5), interpretato da Danial Daroui.
Quarto ed ultimo componente del gruppo di amici formato da Rami, Malik e Luai. 

#### Maryam
(ricorrente stagione 4), interpretata da Sonia Amini.
Amica di Sana, come lei musulmana praticante e molto devota alla religione. Il rapporto tra le due si era incrinato per via di alcune incomprensioni, per poi ricongiungersi durante la quarta stagione.

### Personaggi minori
- Ragazzo del teatro (ricorrente stagione 1), interpretato da Marco Todisco.

- Paola (ricorrente stagione 1), interpretata da Anna Ferzetti. È la madre di Eva.

- Alice Wolleb (ricorrente stagione 1), interpretata da Giulia Schiavo. Ex fidanzata di Canegallo.

- Maria Sorgato (guest stagione 1), interpretata da Valentina Romani. Migliore amica di Alice.

- Sara (ricorrente stagioni 1 e 4, guest stagioni 2 e 3), interpretata da Andrea Luna Posocco. Fa parte delle UFB.

- Maddalena (ricorrente stagione 2), interpretata da Marina Occhionero. Ex fidanzata di Niccolò.

- Padre di Silvia (guest stagione 4), interpretato da Pietro Ragusa.

- Medja (guest stagione 4), interpretata da Somaia Taha Ebrahim Halawa. Un'altra amica di Sana, anche lei parte della comunità musulmana.

- Alessia (ricorrente stagione 5) interpretata da Anna Di Luzio.

- Fiorella (ricorrente stagione 5) interpretata da Benedetta Santibelli.

- Rebecca (ricorrente stagione 5) interpretata da Maria Camilla Brandenburg.

- Padre Di Elia (ricorrente stagione 5) interpretato da Daniele Parisi.

- Carmela (ricorrente stagione 5) interpretata da Daniela Duchi.

- Jorge (ricorrente stagione 5) interpretato da Cosimo Longo.

- Dottor Mario Deiana (ricorrente stagione 5) interpretato da Daniele Amendola. Nuovo psicologo del Kennedy, sostituisce Spera.

- Lorenzo (ricorrente stagione 5) interpretato da Alessandro Bandini.

- Dario (ricorrente stagione 3), interpretato da Joel Bakary Sy. Fidanzato di Filippo nella terza stagione.

- Andrea Incanti (ricorrente stagione 3), interpretato da Mauro Lamanna. Fratello maggiore di Edoardo. Tra i due non corre affatto buon sangue, a causa di alcuni avvenimenti passati.

- Marta Molino (ricorrente stagione 3), interpretata da Martina Querini. Amica dei fratelli Incanti, sarà di fondamentale aiuto per Eleonora durante le vicende della terza stagione.

## Premi
- Diversity Media Awards 2019 - Miglior serie TV italiana
- Golden Couch Award 2019 - Migliore serie TV dell'anno[14]
- Diversity Media Awards 2021 - Miglior serie TV italiana